# Clasificación para la Copa Mundial Femenina de Fútbol de 2023
La clasificación para la Copa Mundial Femenina de Fútbol de 2023 determinó a las 30 selecciones que junto a las selecciones de Australia y Nueva Zelanda, equipos sedes del torneo, disputaron la Copa Mundial.

## Torneos clasificatorios
| Competición                                                           | Fecha                                            | Sede          | Plazas | Equipos clasificados                                                                          |
| --------------------------------------------------------------------- | ------------------------------------------------ | ------------- | ------ | --------------------------------------------------------------------------------------------- |
| País anfitrión                                                        | 25 de junio de 2020                              | Suiza         | 2      | Australia Nueva Zelanda                                                                       |
| Copa Asiática Femenina de la AFC de 2022                              | 20 de enero - 6 de febrero de 2022               | India         | 5      | China Corea del Sur Filipinas Japón Vietnam                                                   |
| Copa Africana de Naciones Femenina 2022                               | 2 - 23 de julio de 2022                          | Marruecos     | 4      | Marruecos Nigeria Sudáfrica Zambia                                                            |
| Campeonato CONCACAF W 2022                                            | 4 - 18 de julio de 2022                          | México        | 4      | Canadá Costa Rica Estados Unidos Jamaica                                                      |
| Copa América Femenina 2022                                            | 8 - 30 de julio de 2022                          | Colombia      | 3      | Argentina Brasil Colombia                                                                     |
| Clasificación de UEFA para la Copa Mundial Femenina de Fútbol de 2023 | 13 de septiembre de 2021 - 11 de octubre de 2022 | Europa        | 11     | Alemania Dinamarca España Francia Inglaterra Irlanda Italia Noruega Países Bajos Suecia Suiza |
| Repesca Intercontinental                                              | 17 - 23 de febrero de 2023                       | Nueva Zelanda | 3      | Haití Portugal Panamá                                                                         |
| TOTAL                                                                 |                                                  |               | 32     | 29                                                                                            |

| Repechaje Intercontinental | Repechaje Intercontinental | Repechaje Intercontinental | Repechaje Intercontinental | Repechaje Intercontinental |
| -------------------------- | -------------------------- | -------------------------- | -------------------------- | -------------------------- |
| Camerún                    | China Taipéi               | Panamá                     | Paraguay                   | Senegal                    |
| Chile                      | Haití                      | Papúa Nueva Guinea         | Portugal                   | Tailandia                  |

## Equipos clasificados
| Copa Mundial Femenina de Fútbol de 2023 | Copa Mundial Femenina de Fútbol de 2023 | Copa Mundial Femenina de Fútbol de 2023                          | Copa Mundial Femenina de Fútbol de 2023 | Copa Mundial Femenina de Fútbol de 2023 | Copa Mundial Femenina de Fútbol de 2023 | Copa Mundial Femenina de Fútbol de 2023 | Copa Mundial Femenina de Fútbol de 2023       | Copa Mundial Femenina de Fútbol de 2023 |
| N.°                                     | Equipo                                  | Detalle                                                          | Fecha de clasificación                  | Part.                                   | Cons.                                   | Última                                  | Mejor presentación                            | Ranking FIFA                            |
| --------------------------------------- | --------------------------------------- | ---------------------------------------------------------------- | --------------------------------------- | --------------------------------------- | --------------------------------------- | --------------------------------------- | --------------------------------------------- | --------------------------------------- |
| 1                                       | Australia                               | Anfitrión                                                        | 25 de junio de 2020                     | 8                                       | 8                                       | 2019                                    | Cuartos de final (2007, 2011 y 2015)          | 7                                       |
| 2                                       | Nueva Zelanda                           | Anfitrión                                                        | 25 de junio de 2020                     | 6                                       | 5                                       | 2019                                    | Primera ronda (1991, 2007, 2011, 2015 y 2019) | 23                                      |
| 3                                       | Japón                                   | Semifinalista de la Copa Asiática 2022                           | 30 de enero de 2022                     | 9                                       | 9                                       | 2019                                    | Campeón (2011)                                | 13                                      |
| 4                                       | Corea del Sur                           | Subcampeón de la Copa Asiática 2022                              | 30 de enero de 2022                     | 4                                       | 3                                       | 2019                                    | Octavos de final (2015)                       | 18                                      |
| 5                                       | China                                   | Campeón de la Copa Asiática 2022                                 | 30 de enero de 2022                     | 8                                       | 5                                       | 2019                                    | Subcampeón (1999)                             | 19                                      |
| 6                                       | Filipinas                               | Semifinalista de la Copa Asiática 2022                           | 30 de enero de 2022                     | 1                                       | 1                                       | Debut                                   | Sin participaciones previas                   | 64                                      |
| 7                                       | Vietnam                                 | Ganador repesca de la Copa Asiática 2022                         | 6 de febrero de 2022                    | 1                                       | 1                                       | Debut                                   | Sin participaciones previas                   | 32                                      |
| 8                                       | Suecia                                  | 1° del Grupo A de la UEFA                                        | 12 de abril de 2022                     | 9                                       | 9                                       | 2019                                    | Subcampeón (2003)                             | 2                                       |
| 9                                       | España                                  | 1° del Grupo B de la UEFA                                        | 12 de abril de 2022                     | 3                                       | 3                                       | 2019                                    | Octavos de final (2019)                       | 7                                       |
| 10                                      | Francia                                 | 1° del Grupo I de la UEFA                                        | 12 de abril de 2022                     | 5                                       | 4                                       | 2019                                    | Cuarto lugar (2011)                           | 3                                       |
| 11                                      | Dinamarca                               | 1° del Grupo E de la UEFA                                        | 2 de mayo de 2022                       | 5                                       | 1                                       | 2007                                    | Cuartos de final (1991 y 1995)                | 15                                      |
| 12                                      | Estados Unidos                          | Campeón del Campeonato Femenino de Concacaf 2022                 | 7 de julio de 2022                      | 9                                       | 9                                       | 2019                                    | Campeón (1991, 1999, 2015, 2019)              | 1                                       |
| 13                                      | Costa Rica                              | Cuarto lugar del Campeonato Femenino de Concacaf 2022            | 8 de julio de 2022                      | 2                                       | 1                                       | 2015                                    | Primera ronda (2015)                          | 37                                      |
| 14                                      | Canadá                                  | Subcampeón del Campeonato Femenino de Concacaf 2022              | 8 de julio de 2022                      | 8                                       | 8                                       | 2019                                    | Cuarto lugar (2003)                           | 6                                       |
| 15                                      | Jamaica                                 | Tercer lugar del Campeonato Femenino de Concacaf 2022            | 11 de julio de 2022                     | 2                                       | 2                                       | 2019                                    | Primera ronda (2019)                          | 51                                      |
| 16                                      | Zambia                                  | Tercer lugar de la Copa Africana Femenina 2022                   | 13 de julio de 2022                     | 1                                       | 1                                       | Debut                                   | Sin participaciones previas                   | 88                                      |
| 17                                      | Marruecos                               | Subcampeón de la Copa Africana Femenina 2022                     | 13 de julio de 2022                     | 1                                       | 1                                       | Debut                                   | Sin participaciones previas                   | 22                                      |
| 18                                      | Nigeria                                 | Cuarto lugar de la Copa Africana Femenina 2022                   | 14 de julio de 2022                     | 9                                       | 9                                       | 2019                                    | Cuartos de final (1999)                       | 39                                      |
| 19                                      | Sudáfrica                               | Campeón de la Copa Africana Femenina 2022                        | 14 de julio de 2022                     | 2                                       | 2                                       | 2019                                    | Primera ronda (2019)                          | 58                                      |
| 20                                      | Colombia                                | Subcampeón de la Copa América Femenina 2022                      | 25 de julio de 2022                     | 3                                       | 1                                       | 2015                                    | Octavos de final (2015)                       | 28                                      |
| 21                                      | Brasil                                  | Campeón de la Copa América Femenina 2022                         | 26 de julio de 2022                     | 9                                       | 9                                       | 2019                                    | Subcampeón (2007)                             | 9                                       |
| 22                                      | Argentina                               | Tercer lugar de la Copa América Femenina 2022                    | 29 de julio de 2022                     | 4                                       | 2                                       | 2019                                    | Primera ronda (2003, 2007 y 2019)             | 35                                      |
| 23                                      | Noruega                                 | 1° del Grupo F de la UEFA                                        | 2 de septiembre de 2022                 | 9                                       | 9                                       | 2019                                    | Campeón (1995)                                | 13                                      |
| 24                                      | Alemania                                | 1° del Grupo H de la UEFA                                        | 3 de septiembre de 2022                 | 9                                       | 9                                       | 2019                                    | Campeón (2003, 2007)                          | 2                                       |
| 25                                      | Inglaterra                              | 1° del Grupo D de la UEFA                                        | 3 de septiembre de 2022                 | 6                                       | 5                                       | 2019                                    | Tercer lugar (2015)                           | 4                                       |
| 26                                      | Italia                                  | 1° del Grupo G de la UEFA                                        | 6 de septiembre de 2022                 | 4                                       | 2                                       | 2019                                    | Cuartos de final (1991 y 2019)                | 15                                      |
| 27                                      | Países Bajos                            | 1° del Grupo C de la UEFA                                        | 6 de septiembre de 2022                 | 3                                       | 3                                       | 2019                                    | Subcampeón (2019)                             | 6                                       |
| 28                                      | Suiza                                   | 1° mejor clasificado de los playoffs de la UEFA                  | 11 de octubre de 2022                   | 2                                       | 1                                       | 2015                                    | Octavos de final (2015)                       | 21                                      |
| 29                                      | Irlanda                                 | 2° mejor clasificado de los playoffs de la UEFA                  | 11 de octubre de 2022                   | 1                                       | 1                                       | Debut                                   | Sin participaciones previas                   | 26                                      |
| 30                                      | Haití                                   | Ganador de la repesca del Grupo B de la Repesca intercontinental | 21 de febrero de 2023                   | 1                                       | 1                                       | Debut                                   | Sin participaciones previas                   |                                         |
| 31                                      | Portugal                                | Ganador de la repesca del Grupo A de la Repesca intercontinental | 22 de febrero de 2023                   | 1                                       | 1                                       | Debut                                   | Sin participaciones previas                   |                                         |
| 32                                      | Panamá                                  | Ganador de la repesca del Grupo C de la Repesca intercontinental | 22 de febrero de 2023                   | 1                                       | 1                                       | Debut                                   | Sin participaciones previas                   |                                         |

## Cupos por confederación

Países clasificados
Países con posibilidades de clasificar
Países eliminados
Países que no son miembros de la FIFA o no participó
Países retirados, suspendidos o descalificados

Participarán 32 equipos de las 6 confederaciones.
- AFC (Asia): 5 cupos + Anfitrión (+ 2 al repechaje final)
- CAF (África): 4 cupos (+ 2 al repechaje final)
- CONCACAF (Norte/Centro América y el Caribe): 4 cupos (+ 2 al repechaje final)
- CONMEBOL (América del Sur): 3 cupos ( 2 equipos al repechaje final)
- OFC (Oceanía): Anfitrión (+ 1 al repechaje final)
- UEFA (Europa): 11 cupos (+ 1 al repechaje final)
- Repesca Intercontinental: 3 cupos

## Nota
1. ↑  El 2 de mayo de 2022, la UEFA descalificó a Rusia de la clasificatoria al Mundial debido a la Invasión rusa de Ucrania, los resultados de la selección rusa fueron anulados y cancelados. En consecuencia, Dinamarca clasificó a la Copa Mundial Femenina, ya que ningún otro equipo pudo superarlos.